# Simha Rotem
Simha Rotem (Warschau, 10 februari 1924 – Jeruzalem, 22 december 2018) was een Pools verzetsstrijder. Hij werd geboren als Simcha Rathajzer (ook wel gespeld als Ratheiser).

## Levensloop

### Jeugd
Rotem was de oudste in een gezin van vier kinderen. Na de cheder te hebben gevolgd, ging hij naar een Joodse middelbare school in Warschau. In 1938 ging hij studeren aan de hogere technische school van de Joodse gemeenschap.

### Oorlogsjaren
Tijdens de Duitse aanval op Warschau in 1939 raakte Rotem ernstig gewond bij een bombardement dat zijn ouderlijk huis trof. Zijn broer en enkele andere familieleden kwamen hierbij om. Na enkele dagen kon hij pas naar het ziekenhuis worden gebracht, waar besloten werd hem niet te opereren vanwege de slechte omstandigheden. De granaatscherven die bij het bombardement in zijn lichaam terechtkwamen, zijn er de rest van zijn leven blijven inzitten.
Korte tijd daarna verhuisde het gezin Rathajzer naar het Warschause getto. Ze vonden een eenkamerappartement in de Swiettojerskastraat 34. Na enkele maanden slaagden ze erin een groter appartement te huren. In 1942 werkte Rotem op boerderijen buiten het getto, waar hij het relatief goed had. Hierdoor slaagde hij er ook in te ontsnappen aan de Grossaktion, de grote razzia's in de zomer van 1942, waarbij 35.000 joden uit het getto weggevoerd werden naar het vernietigingskamp Treblinka.
Begin december 1942 was Simha Rotem weer in het getto terug en sloot hij zich aan bij de Zydowska Organizajca Bojowa (ZOB), de Joodse gevechtsorganisatie onder leiding van Mordechaj Anielewicz. Toen in januari 1943 nieuwe razzia's in het getto begonnen, kwamen ze in verzet. Ze wisten te bereiken dat de razzia's na enkele dagen werden gestaakt. Kort daarna doken Rotem's ouders en zijn twee zusjes onder in Siekierki, een dorp nabij Warschau.

### Getto-opstand
Na de onderduik van zijn ouders bleef Rotem in het getto. Vanwege zijn blonde, niet-Joodse uiterlijk kreeg hij de schuilnaam Kazik (Poolse koosnaam voor Casimir). Toen in april 1943 de Opstand in het getto van Warschau uitbrak, werd hij na enige weken naar de Arische zijde van Warschau gestuurd, om een vluchtweg voor te bereiden voor de overlevende strijders. Op 8 mei keerde hij via de riolen terug naar het getto: te laat. De strijders in de bunker van Mila 18 waren een dag eerder door de Duitsers ontdekt. Tijdens zijn terugtocht door de riolen stuitte hij op een handjevol overlevende strijders, die hij naar de Arische kant wist te leiden. Hij was toen negentien jaar. Met een vrachtwagen werden de overlevenden uiteindelijk naar een bos nabij Warschau gebracht.

### Na de opstand
Ook na de opstand bleef Simcha Rotem actief in de ZOB. Samen met enkele andere overlevende leiders van de opstand, waaronder Yitzhak Zuckerman, Zivia Lubetkin en Marek Edelman, leefde hij onder een valse identiteit in Warschau. Hij trad op als koerier en werkte nauw samen met Yitzhak Zuckerman ('Antek'). Op diens verzoek schreef hij in mei 1944 zijn ervaringen over de getto-opstand op, met enige tegenzin. In 1944 vocht Kazik mee in de Poolse Opstand van Warschau.

### Naoorlogse periode
Bij de bevrijding in 1945 bleken de ouders van Simcha Rathajzer nog in leven te zijn, evenals zijn jongste zusje. Zijn andere zusje was in 1943 teruggekeerd naar het getto en omgekomen tijdens de opstand. In 1946 emigreerde hij illegaal naar Palestina via de Aliya B., een Joodse organisatie die mensen naar Palestina smokkelde. Hij behoorde tot de laatste groep emigranten die geïnterneerd werden in het interneringskamp van Atlit. Na een paar weken vastgezeten te hebben, werd hij in juni 1946 vrijgelaten.
In Israël veranderde hij zijn naam naar Simha Rotem, trouwde en kreeg twee kinderen. Hij werd directeur van een supermarktketen tot zijn pensioen. In 1981 ging hij in de kibboets Lochamei HaGeta'ot wonen, die gesticht was door een groep overlevende strijders uit het Warschause getto. Pas na de dood van Zuckerman ('Antek') in datzelfde jaar, maakte Simha Rotem zijn in 1944 begonnen memoires af, omdat hij zich aan zijn vriend verplicht voelde om op te schrijven wat er was gebeurd.
Simha Rotem overleed in 2018 in zijn woonplaats Jeruzalem op 94-jarige leeftijd.